# Joseph C. Wright
Pour les articles homonymes, voir Joseph Wright (homonymie) et Wright.
Joseph Charles Wright est un directeur artistique américain né le 19 août 1892 à Chicago et mort le 24 février 1985 à Oceanside (Californie).

## Filmographie partielle
- 1926 : The Exquisite Sinner de Josef von Sternberg et Phil Rosen
- 1927 : La Case de l'oncle Tom (Uncle Tom's Cabin) d'Harry A. Pollard
- 1928 : L'Homme qui rit (The Man Who Laughs) de Paul Leni
- 1928 : Pour l'amour du sport (Golf Widows) de Erle C. Kenton
- 1934 : L'Étoile du Moulin-Rouge (Moulin Rouge) de Sidney Lanfield
- 1934 : Tempête sur la ligne (Looking for Trouble) de William A. Wellman
- 1940 : Adieu Broadway (Tin Pan Halley) de Walter Lang
- 1940 : Lillian Russell d'Irving Cummings
- 1940 : Sous le ciel d'Argentine (Down Argentine Way) d'Irving Cummings
- 1940 : Tanya l'aventurière (I Was an Adventuress) de Gregory Ratoff
- 1940 : The Great Profile de Walter Lang
- 1941 : Arènes sanglantes (Blood and Sand) de Rouben Mamoulian
- 1941 : Une nuit à Rio (That Night in Rio) d'Irving Cummings
- 1942 : Âmes rebelles (This Above All) d'Anatole Litvak
- 1942 : Mon amie Sally (My Gal Sal) d'Irving Cummings
- 1942 : Ivresse de printemps (Springtime in the Rockies) d'Irving Cummings
- 1943 : Banana Split (The Gang's All Here) de Busby Berkeley
- 1945: Broadway en folie (Diamond Horseshoe) de George Seaton
- 1949 : Les Sœurs casse-cou (Come to the Stable) d'Henry Koster
- 1951 : Aventure à Tokyo (Call Me Mister) de Lloyd Bacon
- 1951 : Sur la Riviera (On the Riviera) de Walter Lang
- 1952 : La Sarabande des pantins (O. Henry's Full House) d'Henry Hathaway, Howard Hawks, Henry King, Henry Koster et Jean Negulesco
- 1953 : Les hommes préfèrent les blondes (Gentlemen Prefer Blondes) de Howard Hawks
- 1955 : Blanches Colombes et Vilains Messieurs (Guys and Dolls) de Joseph L. Mankiewicz
- 1955 : L'Homme au bras d'or (The Man With the Golden Arm) d'Otto Preminger
- 1959 : Porgy and Bess d'Otto Preminger
- 1961 : Au rythme des tambours fleuris (Flower Drum Song) d'Henry Koster
- 1962 : Le Jour du vin et des roses (Days of Wine and Roses) de Blake Edwards
- 1966 : Matt Helm, agent très spécial (The Silencers) est de Phil Karlson

## Distinctions
- Oscar des meilleurs décors - Direction artistique

### Récompenses
- 1943 :
  - Âmes rebelles (films en noir et blanc)
  - Mon amie Sally (films en couleurs)
La statuette correspondant à cet Oscar a fait l'objet d'une procédure judiciaire entre l'Académie organisatrice des Oscars et la famille de Joseph C. Wright. En effet la statuette avait été mise aux enchères, et vendue plus de 79 000 $, en juin 2014, or un règlement de l'Académie datant de 1951 oblige les gagnants ou leurs héritiers à d'abord proposer la statuette à l'Académie contre 10 $[1],[2],[3].
Finalement un accord a été conclu et l'Académie a pu récupérer la statuette contre ces 10 $[4],[5]

### Nominations
- 1941 : Lillian Russell (films en noir et blanc)
- 1941 : Sous le ciel d'Argentine (films en couleurs)
- 1942 : Arènes sanglantes
- 1944 : Banana Split
- 1950 : Les Sœurs casse-cou
- 1952 : Sur la Riviera
- 1956 : L'Homme au bras d'or (films en noir et blanc)
- 1956 : Blanches Colombes et Vilains Messieurs (films en couleurs)
- 1962 : Au rythme des tambours fleuris
- 1963 : Le Jour du vin et des roses